# 連拍

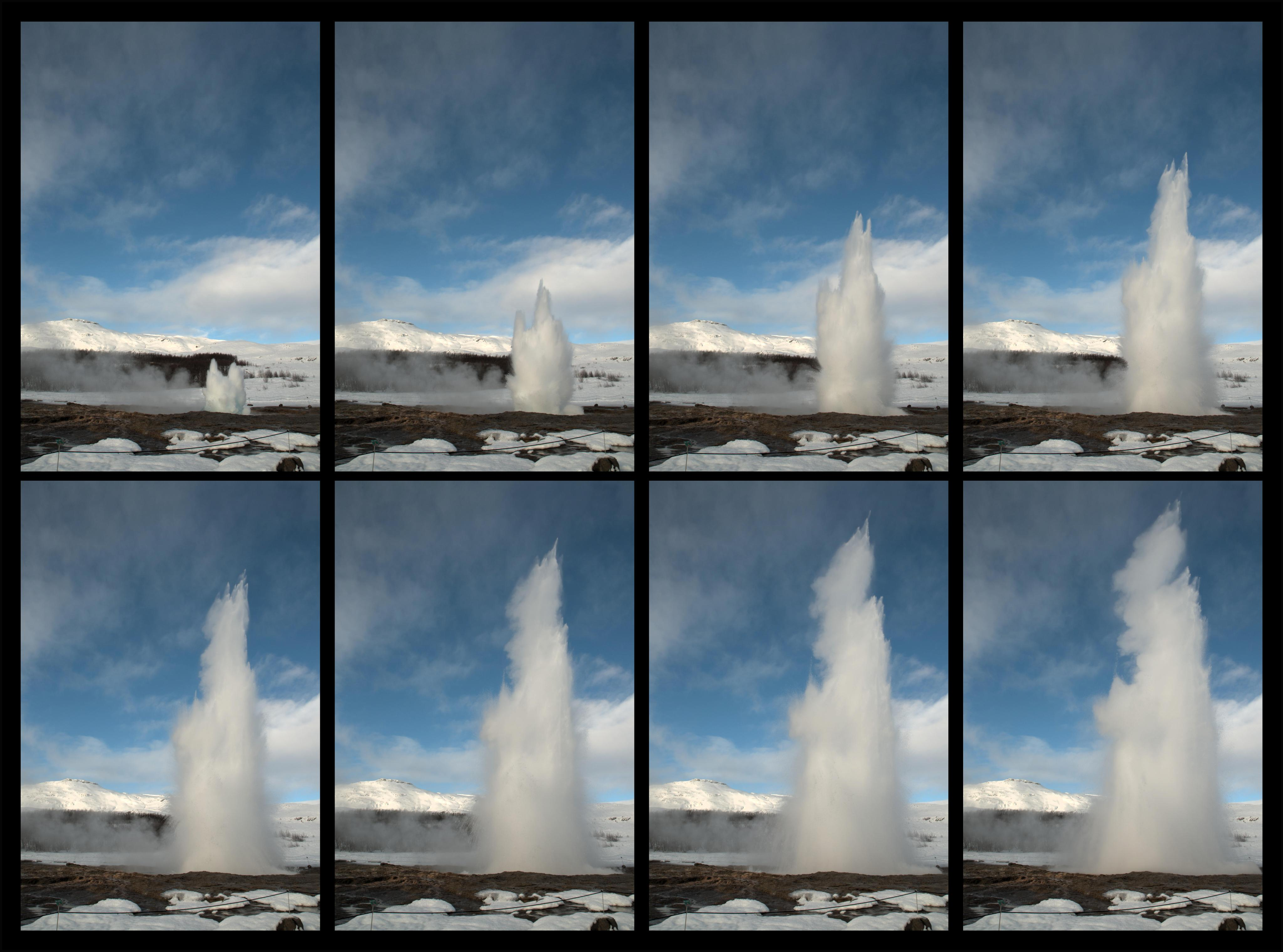
高速拍摄下的 間歇泉.

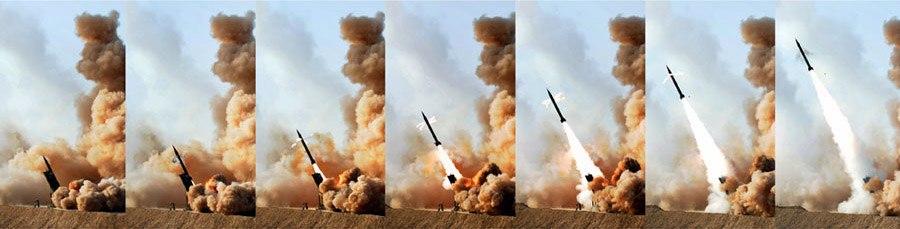

連拍或連續拍攝相機在拍攝模式下的一種功能。在連拍模式幾張照片是通過按在快速連續拍攝的快門按鈕，或按住它。 這主要是用來當主體在連續運動，如體育攝影。然後攝影師可以選擇該組的最佳形象，或研究他們動作的過程的轉換。
連拍的速度取決於幾個因素，但主要是對相機的處理能力。連拍時禁用某些功能（例如相機在拍攝每個圖像後自動應用的後處理）通常將允許更快的圖片速率。 而一些較便宜的自動對焦數位相機可以具有多圖像連拍功能，其允許它們在一秒鐘內用單個快門按鈕按壓產生多個幀，但大多數膠片和數碼單反相機將繼續致動快門，只要該按鈕不放，直到存儲卡填充或電池用盡，當相機的数据缓冲区變滿時捕獲速率可能顯著減慢。

## 連拍速率
每秒幀數（FPS）告訴在哪個相機拍照的速度。連拍速率告訴在幀速率減慢之前可以快速連續拍攝多少幀。

相機連拍, 構成電影

## 使用
能夠高連拍速度的相機時，對像是在運動中都求之不得的，在體育攝影，或在機會是短暫的。而不是精確的預期作用下，拍攝者可以簡單地從開始拍攝權，他們認為之前發生的動作，給予至少一幀是可以接受的機會很高。
現時CMOS的佔有率高於CCD，由於CMOS本身的數據傳輸速度比CCD快，使到大多數現代數碼單反相機有幀每秒3至8的連拍速度，雖然很高端的相機，如Canon EOS-1D X Mark II都能夠12幀每秒具有完全自動對焦，每秒14幀時，在影像鎖定模式下。在Panasonic Lumix DMC-GH2是能夠錄製每秒40靜止圖像在連拍模式下，在略微降低的分辨率。在2014年3月，尼康號稱其Nikon 1 V3無反光鏡可換鏡頭相機具有跟踪和60fps的在第一次拍攝自動對焦，無論是在18.4MP全分辨率20fps的自動對焦的世界上最快的連拍模式。是數碼相機的可更換鏡頭（包括數位單反相機）之間。消費型數碼相機亦受惠於小型CMOS成像技術和質量提升而得以廣泛應用，連拍速度不亞於現代數碼單反相機。
最高端的拍照手機和一些中檔手機提供了連拍。例如，Samsung Galaxy SIII Mini可連續在3.3 fps的點擊並按住快門按鈕，拍攝20張照片。其他例子包括：Samsung Galaxy Note 3 4-5 fps的，Apple iPhone 5S 10 fps的，或高達30 fps的專用軟件，和ASUS Padfone Mini在16fps。